# Liste eisenzeitlicher Gräberfelder

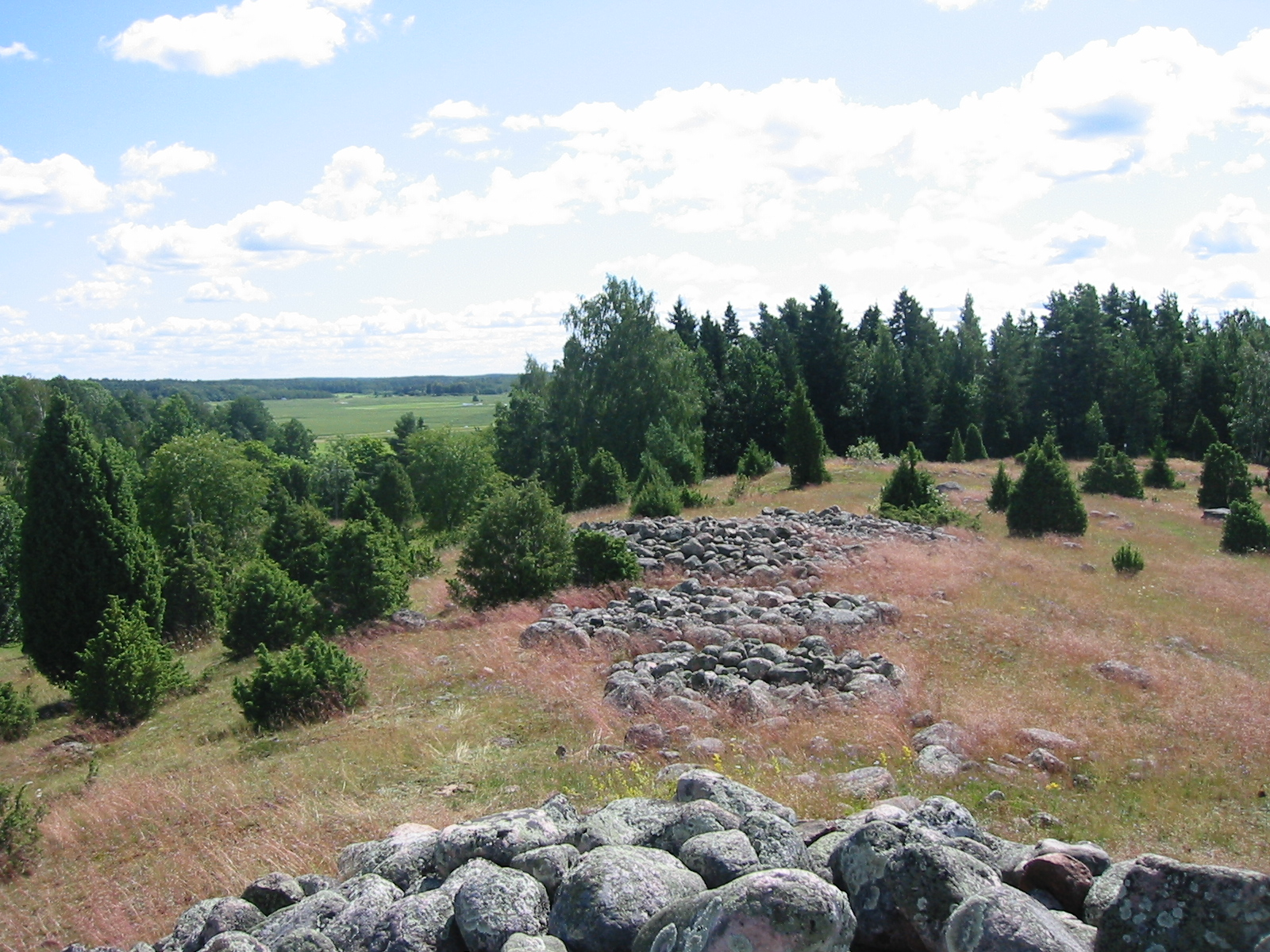
Gräberfeld von Hornåsen, Schweden

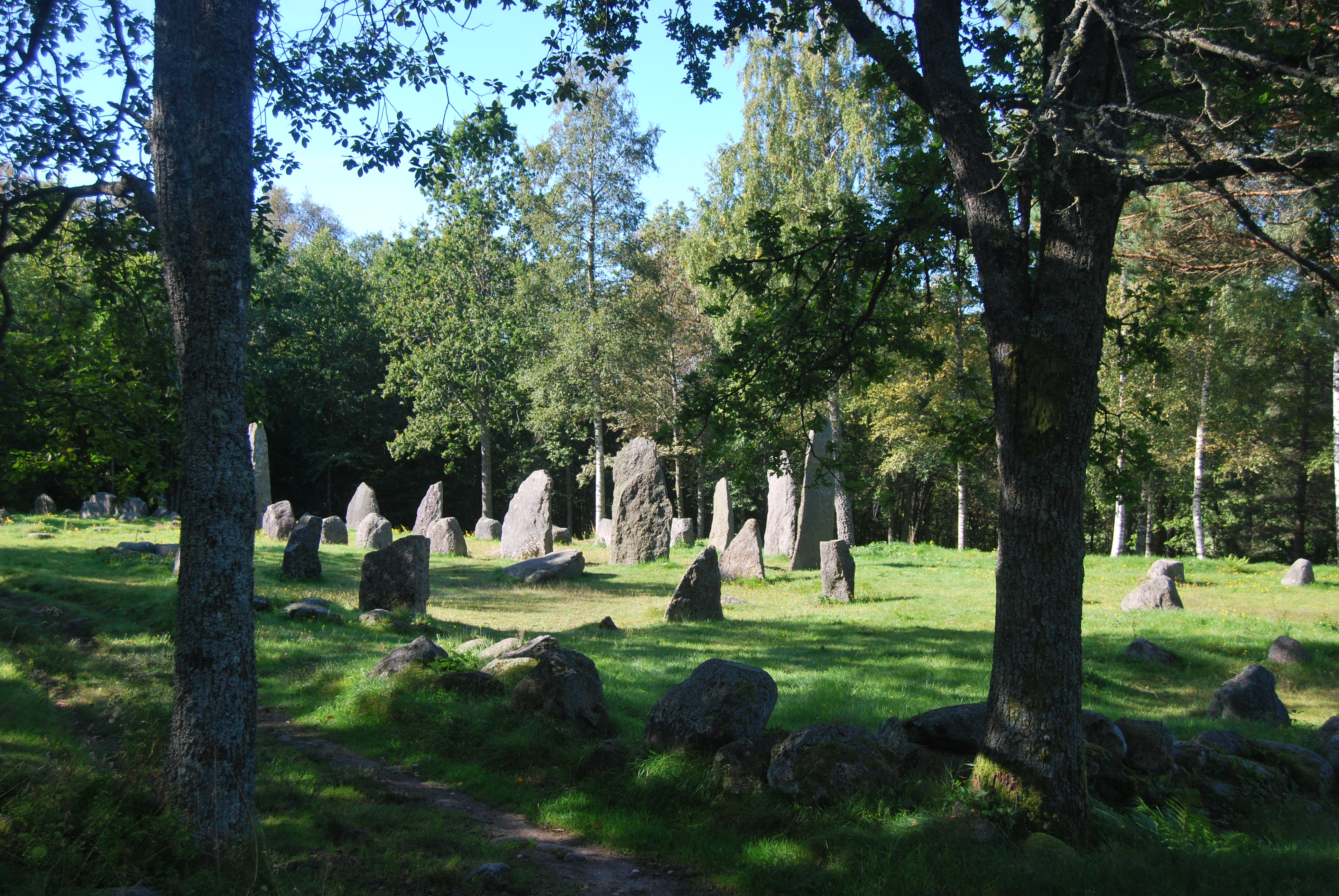
Gräberfeld von Istrehågan, Norwegen

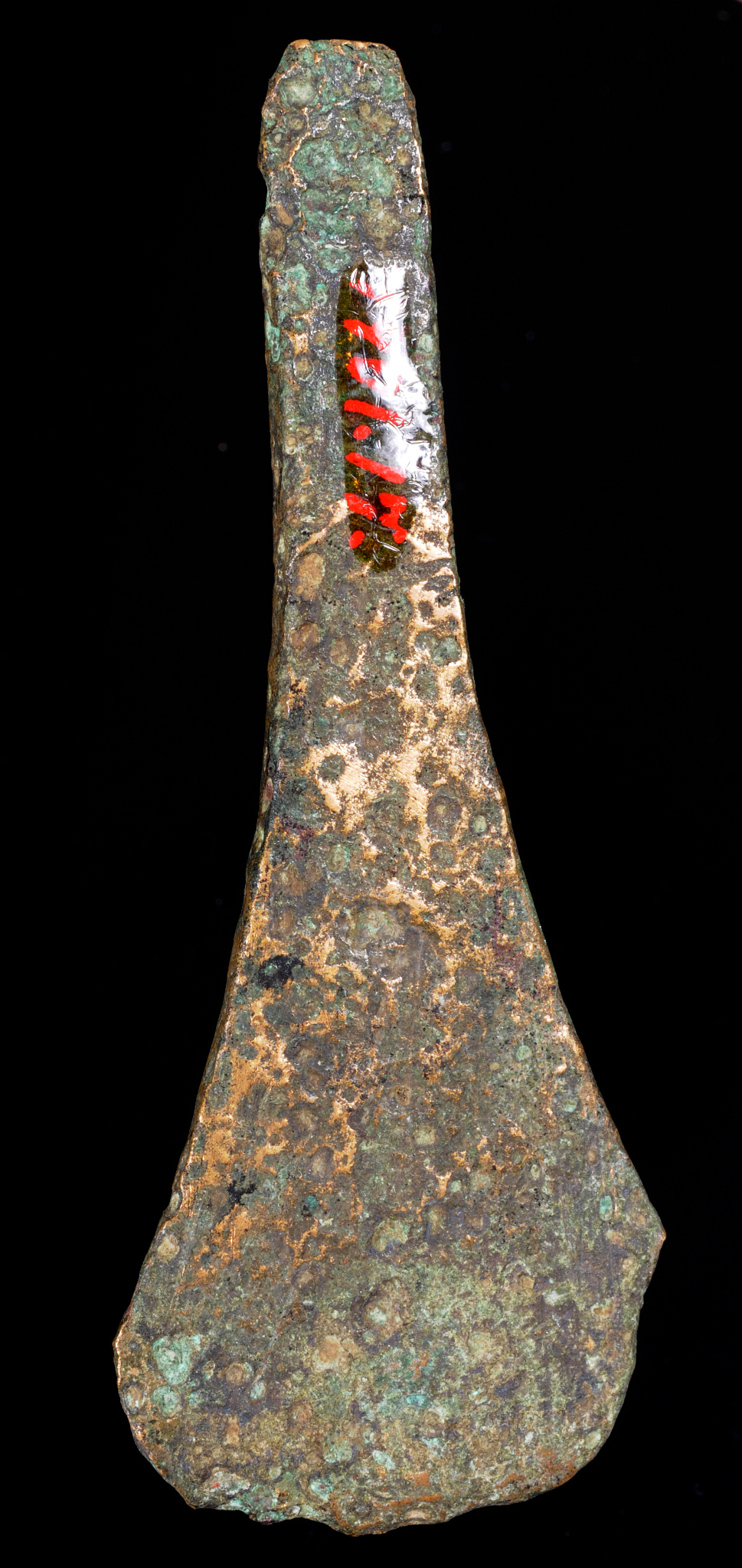
Flachbeil vom Pestruper Gräberfeld

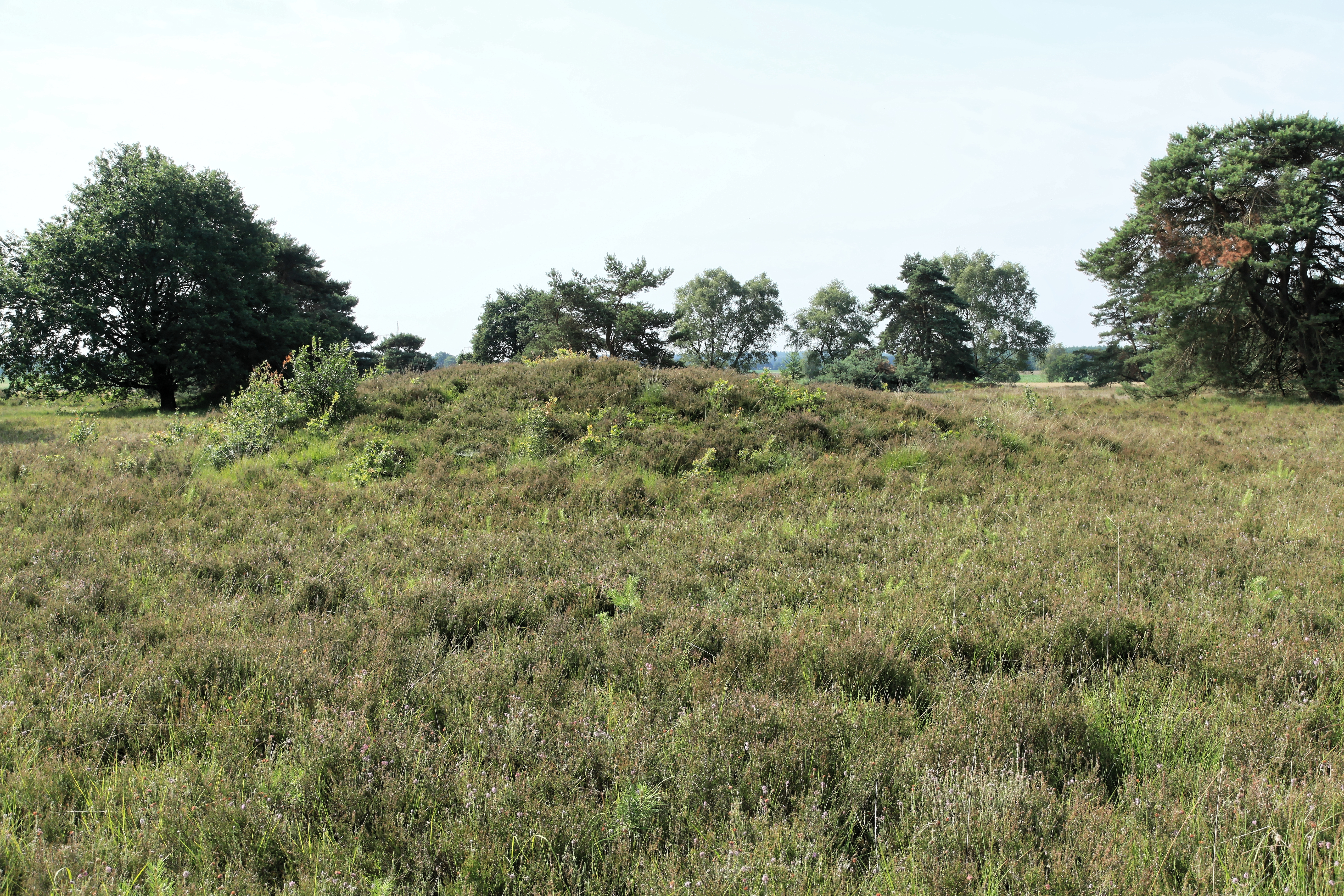
Blick auf das Grabhügelfeld Männige Berge in Niedersachsen

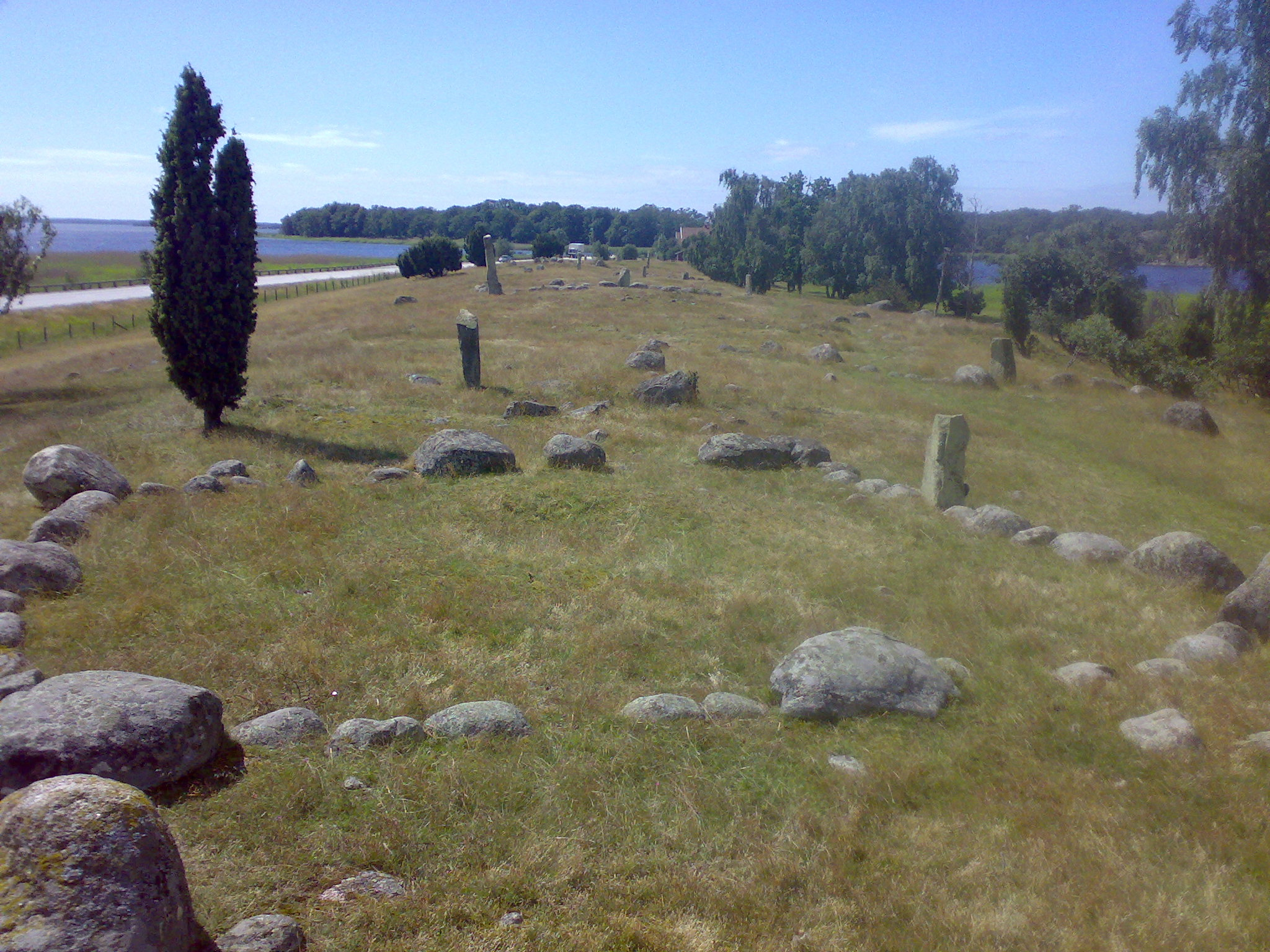
Gräberfeld von Hjortahammar, Schweden

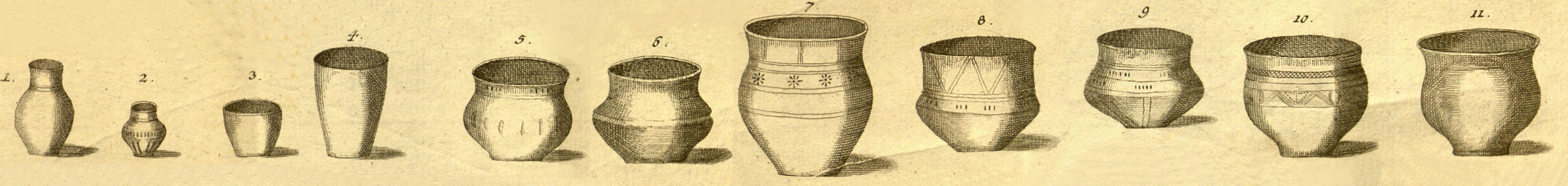
Fundstücke aus dem Urnengräberfeld Ole Hai, Zeichnung von Johann Christian Dünnhaupt, 1778

Dies ist eine Liste eisenzeitlicher Gräberfelder, die sowohl Urnengräberfelder als auch Grabhügelfelder umfasst und keinen Anspruch auf Vollständigkeit erhebt.
Aufgezählt werden Gräberfelder aus der Eisenzeit, mit und ohne Eintrag, die sich in Dänemark, Deutschland, Polen, Ungarn, Schweden oder Norwegen befinden:
| Gräberfeld                         | Ort                                                             | Land        | Quelle                  |
| ---------------------------------- | --------------------------------------------------------------- | ----------- | ----------------------- |
| Gräberfeld Angeln                  | Kimbrische Halbinsel, Schleswig-Holstein                        | Deutschland | siehe: Gräber in Angeln |
| Gräberfeld von Annelund            | Visby                                                           | Schweden    |                         |
| Gräberfeld von Årre                | Jütland                                                         | Dänemark    |                         |
| Gräberfeld von Apensen             | Niedersachsen                                                   | Deutschland |                         |
| Gräberfeld von Åsa                 | Södermanlands län                                               | Schweden    |                         |
| Gräberfeld von Barshalder          | im Süden der Insel Gotland                                      | Schweden    |                         |
| Gräberfeld von Beierstedt          | Landkreis Helmstedt, Niedersachsen                              | Deutschland |                         |
| Gräberfeld von Bøgebjerg           | Insel Bornholm                                                  | Dänemark    |                         |
| Gräberfeld Borken-Hoxfeld          | Nordrhein-Westfalen                                             | Deutschland | [ 2 ]                   |
| Urnengräberfeld von Calvörde       | Sachsen-Anhalt                                                  | Deutschland |                         |
| Gräberfeld bei Dannstadt           | Rhein-Pfalz-Kreis in Rheinland-Pfalz                            | Deutschland |                         |
| Gräberfeld Duisburg Bergheim       | Nordrhein-Westfalen                                             | Deutschland | [ 3 ]                   |
| Gräberfeld Eisenhüttenstadt        | Brandenburg                                                     | Deutschland | [ 4 ]                   |
| Gräberfeld Ekornavallen            | östlich des "Vogelsees", Hornborgasjön                          | Schweden    |                         |
| Grabhügelfeld in Erichshagen       | Nienburg, Niedersachsen                                         | Deutschland |                         |
| Gräberfeld von Fagertofta          | Jönköpings län                                                  | Südschweden |                         |
| Gräberfeld von Femtinge            | Småland                                                         | Schweden    |                         |
| Gräberfeld von Glanshammar         | Örebro län                                                      | Schweden    |                         |
| Gräberfeld von Groß Timmendorf     | Timmendorfer Strand, Schleswig-Holstein                         | Deutschland |                         |
| Gräberfeld Gudahagen               | Schonen                                                         | Südschweden |                         |
| Gräberfeld Hæreid                  | Vestland                                                        | Norwegen    | [ 5 ]                   |
| Gräberfelder von Hallsjö           | Ljungby                                                         | Schweden    |                         |
| Hasselberg (Radewege)              | Brandenburg                                                     | Deutschland |                         |
| Gräberfeld von Himlingøje          | Jütland                                                         | Dänemark    |                         |
| Gräberfeld von Hjortahammar        | Blekinge län                                                    | Südschweden |                         |
| Urnengräberfeld Hohnhorst          | Niedersachsen                                                   | Deutschland |                         |
| Gräberfeld von Hol                 | Västra Götalands län                                            | Schweden    |                         |
| Gräberfeld von Holzminden          | „Im Niederen Felde“, bei Holzminden, Niedersachsen              | Deutschland | [ 6 ]                   |
| Gräberfeld von Hornåsen            | Västmanland                                                     | Schweden    |                         |
| Gräberfeld Inglinge hög            | Småland                                                         | Schweden    |                         |
| Gräberfeld von Istrehågan          | bei Sandefjord, Vestfold                                        | Norwegen    |                         |
| Urnengräberfeld von Jastorf        | Landkreis Uelzen, Niedersachsen                                 | Deutschland |                         |
| Urnengräberfeld auf dem Knickbrink | Niedersachsen                                                   | Deutschland |                         |
| Gräberfeld Kundl                   | Tirol                                                           | Österreich  |                         |
| Urnengräberfeld Leese              | Niedersachsen                                                   | Deutschland |                         |
| Gräberfeld von Łęgowo              | bei Wągrowiec                                                   | Polen       |                         |
| Gräberfeld von Lilla Bjärs         | Gotland                                                         | Schweden    |                         |
| Gräberfeld von Lilla Ihre          | Gotland                                                         | Schweden    |                         |
| Lindholm Høje                      | bei Aalborg in Jütland                                          | Dänemark    |                         |
| Grabhügelfeld Männige Berge        | Landkreis Emsland in Niedersachsen                              | Deutschland |                         |
| Gräberfeld Mølen                   | Vestfold                                                        | Norwegen    |                         |
| Møllegårdsmarken                   | im Südosten von Fünen                                           | Dänemark    |                         |
| Gräberfeld von Nässja              | Östergötland                                                    | Schweden    |                         |
| Urnengräberfeld von Nienbüttel     | Niedersachsen                                                   | Deutschland |                         |
| Gräberfeld von Nunnäs              | Schonen                                                         | Südschweden |                         |
| Grabhügelfeld Ole Hai              | Landkreis Helmstedt in Niedersachsen                            | Deutschland |                         |
| Gräberfeld von Orraryd             | Småland                                                         | Schweden    |                         |
| Gräberfeld von Osby                | Schonen                                                         | Schweden    |                         |
| Pestruper Gräberfeld               | Niedersachsen, siehe auch: Pestruper Gräberfeld und Rosengarten | Deutschland |                         |
| Urnengräberfeld von Profen         | Sachsen-Anhalt                                                  | Deutschland |                         |
| Urnengräberfeld Rüningen           | Niedersachsen                                                   | Deutschland |                         |
| Sepulcrum (Schaffhausen)           | Stadt Schaffhausen                                              | Schweiz     |                         |
| Gräberfeld von Schmölln            | Brandenburg                                                     | Deutschland |                         |
| Gräberfeld von Seby                | Öland                                                           | Schweden    |                         |
| Gräberfeld Smålandsstenar          | Småland                                                         | Schweden    |                         |
| Nekropole von Soderstorf           | Niedersachsen                                                   | Deutschland |                         |
| Gräberfeld Sopron-Krautacker       | südwestlich von Sopron (dt. Ödenburg)                           | Ungarn      |                         |
| Gräberfeld Sopron-Várhely          | südöstlich von Sopron (dt. Ödenburg)                            | Ungarn      |                         |
| Gräberfeld St. Helena-Großengsee   | Landkreis Nürnberger Land, Bayern                               | Deutschland |                         |
| Gräberfeld Trullhalsar             | Gotland                                                         | Schweden    |                         |
| Urnengräberfeld Uelsen             | Niedersachsen                                                   | Deutschland |                         |
| Gräberfeld auf dem Westerhammrich  | Landkreis Leer, Niedersachsen                                   | Deutschland |                         |
| Gräberfeld Windschnur              | Südtirol                                                        | Italien     |                         |